# Definições de terrorismo
Existem centenas de definições de terrorismo. A inexistência de um conceito amplamente aceito pela comunidade internacional e pelos estudiosos do tema significa que o terrorismo não é um fenômeno entendido da mesma forma, por todos os indivíduos, independentemente do contexto histórico, geográfico, social e político. Segundo Walter Laqueur.
| “ | Nenhuma definição pode abarcar todas as variedades de terrorismo que existiram ao longo da história. | ” |

Conforme definição do Departamento de Defesa dos Estados Unidos, terrorismo é um tipo muito específico de violência, bastante sutil, apesar de o termo ser usado para definir outros tipos de violência considerados inaceitáveis. Os terroristas geralmente são descritos como pessoas reservadas que agem em grupos. Segundo pesquisas os terroristas são pessoas tímidas, introvertidos, solitárias e não apresentam traços de violência. Além disso, não são psicopatas, mas pessoas comuns que sofrem lavagem cerebral.
Após a Segunda Guerra Mundial, sobretudo no fim da década de 1960 e durante a década de 1970, o terrorismo era visto como parte de um contexto revolucionário. O uso do termo foi expandido para incluir grupos nacionalistas e étnico-separatistas fora do contexto colonial ou neocolonial, assim como organizações radicais e inteiramente motivadas por ideologia (ver: Terrorismo comunista). A comunidade internacional – inclusive na esfera das Nações Unidas – considerava politicamente legítimas as lutas pela autodeterminação dos povos, legitimando-se portanto o uso da violência política por esses movimentos.
Ações terroristas típicas incluem assassinatos, sequestros, explosões de bombas, matanças indiscriminadas, raptos, aparelhamento e linchamentos. É uma estratégia política e não militar, e é levada a cabo por grupos que não são fortes o suficiente para efetuar ataques abertos, sendo utilizada em época de paz, conflito e guerra. A intenção mais comum do terrorismo é causar um estado de medo na população ou em setores específicos da população, com o objetivo de provocar num inimigo (ou seu governo) uma mudança de comportamento.[carece de fontes?]

## Tipos
Podemos, assim, dar as seguintes definições sucintas de terrorismo:[carece de fontes?]
1. Terrorismo físico - Uso de violência, assassinato e tortura para impor seus interesses;
2. Terrorismo psicológico - Indução do medo por meio da divulgação de noticias em benefício próprio (ver: guerra psicológica);
3. Terrorismo de Estado - Recurso usado por governos ou grupos para manipular uma população conforme seus interesses;
4. Terrorismo econômico - Subjugar economicamente uma população por conveniência própria (ver: embargo econômico);
5. Terrorismo religioso - Quando o incentivo do terrorismo vem de alguma religião (ver: Terrorismo cristão e Terrorismo Islâmico).

Atos terroristas clássicos incluem os ataques de 11 de setembro de 2001 quando foram destruídas as torres gêmeas em Nova Iorque, assim como ataques a bomba na Irlanda do Norte, Oklahoma, Líbano e Palestina.

## Perspectiva filosófica e legal
Segundo Baudrillard, os atentados de 11 de setembro de 2001 foram "um ato fundador do novo século, um acontecimento simbólico de imensa importância porque de certa forma consagrou o império mundial e sua banalidade. Os terroristas que destruíram as torres gêmeas introduziram uma forma alternativa de violência que se dissemina em alta velocidade. A nova modalidade está gerando uma visão de realidade que o homem desconhecia. O terrorismo funda o admirável mundo novo. Bom ou mau, é o que há de novo em filosofia. O terrorismo está alterando a realidade e a visão de mundo. Para lidar com um fato de tamanha envergadura, precisamos assimilar suas lições por meio do pensamento.
Entretanto o uso sistemático de terror como recurso de controle social e político tem acompanhado a humanidade por milênios.
O historiador Xenofonte (430-349 a.C.) conta que o terrorismo era praticado pelos governos das Pólis (cidades-Estado gregas) como forma de guerra psicológica contra populações inimigas. Também semearam o terror os imperadores romanos Tibério e Calígula, os membros da Santa Inquisição, Robespierre e seus adeptos, os integrantes da Ku Klux Klan, as milícias nazistas e muitos outros.
Segundo a advogada Luciana Worms, os conceitos de terrorismo usados no Brasil são pautados pela Organização dos Estados Americanos (OEA). A partir desse viés, no passado, durante a Guerra Fria, o terrorista podia ser um comunista (luta armada); atualmente, é um jihadista (terrorista islâmico) ou membro de uma organização de narcotráfico (narcoterrorista). Segundo Worms, ações bárbaras, que resultem em assassinato em massa, nem sempre são consideradas como atos de terrorismo: a União Nacional para a Independência Total de Angola (UNITA), organização aliada dos Estados Unidos, apesar de ter plantado minas terrestres no país, nunca foi qualificada como terrorista. Do mesmo modo, segundo a professora, Baruch Goldstein - um fanático judeu que, nos anos 1990, invadiu uma mesquita e matou 27 muçulmanos que estavam rezando - não foi classificado como terrorista mas como louco, pelo governo de Israel.

## Lista de definições

### Segundo oMerriam-Webster
Segundo o dicionário, terrorismo é o uso sistemático do terror como forma de coerção.

### Segundo o ministério da defesa norte-americano
Estas seriam as características que definiriam atos terroristas segundo eles:
1. são perigosos para a vida humana ou potencialmente destrutivo de infra-estrutura crítica ou recursos-chave;
2. é uma violação das leis criminais dos Estados Unidos ou de qualquer outro Estado
3. Tem a presunção de intenção de intimidar ou coagir uma população civil
4. influenciar a política de um governo, intimidação ou coerção
5. afetar a conduta de um governo com destruição, assassinato ou sequestro em massa

### Segundo oexército dos Estados Unidos
O terrorismo se definiria como "o uso calculado da violência ou ameaça de violência para atingir objetivos de natureza política, religiosa ou ideológica. Isso é feito através de intimidação, coerção ou instilação de medo".

### Segundo a lei civil dos Estados Unidos
Segundo eles, terror é o uso ilegal de força e violência contra pessoas ou bens para intimidar ou coagir um governo, a população civil ou qualquer segmento do mesmo, na promoção de objetivos políticos ou sociais.

### Segundo oFBI
O terrorismo é definido por eles como: "atos violentos ... destinados a intimidar ou coagir a população civil, influenciar a política de um governo ou afetar a conduta de um governo".

### Segundo o código civil norte-americano
Assim é definido por esta lei: “Violência premeditada, politicamente motivada, perpetrada contra alvos não-combatentes por grupos subnacionais ou agentes clandestinos, geralmente destinada a influenciar o público”.

### Segundo Daniel Benjamin
Segundo o embaixador norte-americano Daniel Benjamin, terrorismo se define como:
1. Assassinato em massa
2. a existência de um muçulmano envolvido

### Segundo o dicionário global do terrorismo
Assim é definido terror por eles:
1. O incidente deve ser intencional - o resultado de um cálculo consciente por parte de um perpetrador.

1. O incidente deve implicar algum nível de violência ou ameaça de violência - incluindo a violência da propriedade, bem como a violência contra as pessoas.

1. Os perpetradores dos incidentes devem ser atores subnacionais. Esta base de dados não inclui atos de terrorismo de estado.

### Segundo o acordo Start
A definição do acordo de terrorismo é esta:
1. O ato violento que visa alcançar uma meta política, econômica, religiosa ou social
2. O ato violento que inclui evidências de uma intenção de coagir, intimidar ou transmitir alguma outra mensagem a um público maior (ou público) que não as vítimas imediatas
3. O ato violento que está fora dos preceitos do direito internacional humanitário.

### Segundo a chefia da ONU
Segundo Kofi Annan, qualquer ação constitui terrorismo se tiver a intenção de causar a morte ou sérios danos corporais a civis ou não combatentes, com o propósito de intimidar uma população ou obrigar um governo ou uma organização internacional a fazer ou se abster de praticar qualquer ato.

### Segundo o manual das universidades de jornalismo do Oregon
Segundo ele, terror se define como o "o uso de violência contra não-combatentes para alcançar um propósito político."

### Segundo o parlamento canadense
Segundo a organização, terrorismo é "um ato prejudicial à segurança ou interesse do Estado".

## No Brasil
Terrorismo não é um tipo penal definido no direito brasileiro nem no Direito Internacional. A expressão "terrorismo" é imprecisa, politicamente condicionada e frequentemente impregnada de passionalismo, em particular depois dos atentados que destruíram o World Trade Center.
O Brasil ratificou as principais convenções internacionais sobre o tema e colabora ativamente em vários cenários - na ONU, na OEA e no Mercosul.[carece de fontes?] Ainda que a palavra 'terrorismo' seja citada na Lei de Segurança Nacional, e na própria Constituição do país, que qualifica o terrorismo como crime inafiançável, não existe, na legislação brasileira, uma definição de terrorismo.
Em 2013 foi apresentado o Projeto de Lei do Senado nº 499 que define crimes de terrorismo, estabelecendo a competência da Justiça Federal para o seu processamento e julgamento.
O projeto suscitou críticas por parte da Anistia Internacional que considerou o projeto vago, "com um claro e imediato risco de promover a criminalização de manifestantes pacíficos e de seus direitos à liberdade de expressão e à reunião pacífica". Segundo a Anistia, leis que restringem os direitos de liberdade de expressão e de manifestação pacífica devem ser formuladas com suficiente precisão de modo a não permitir irrestrita discrição por parte dos responsáveis por sua aplicação. Há quem ligue essa iniciativa de tipificar o terrorismo na legislação brasileira à pretensão do Brasil de fazer parte do Conselho de Segurança da ONU.